# 纽曼-尚克斯-威廉士素数
素数是纽曼-尚克斯-威廉士素数（Newman-Shanks-Williams prime，簡寫為NSW素数）若且唯若它能寫成以下的形式：
{\displaystyle S_{2m+1}={\frac {(1+{\sqrt {2}})^{2m+1}+(1-{\sqrt {2}})^{2m+1}}{2}}}
1981年M. Newman、D. Shanks和H. C. Williams在研究有限集合時，率先描述了NSW素数。
首幾個NSW素数為7, 41, 239, 9369319, 63018038201, ...（OEIS:A088165），對應指数3, 5, 7, 19, 29, ... （OEIS:A005850）
上式中的{\displaystyle S}可用遞歸的方法定義，雖然得出來的未必是素数：
{\displaystyle S_{0}=1}
{\displaystyle S_{1}=1}
{\displaystyle S_{n}=2S_{n-1}+S_{n-2}}對於所有{\displaystyle n\geq 2}
這個數列的首幾項為1, 1, 3, 7, 17, 41, 99（OEIS:A001333）。這些數亦出現在以連分數表示的{\displaystyle {\sqrt {2}}}。

## 進階參閱
- M. Newman, D. Shanks and H. C. Williams, Simple groups of square order and an interesting sequence of primes, Acta. Arith., 38:2 (1980/81) 129-140.